# Örsjö, Nybro kommun
Örsjö är en tätort i Nybro kommun i Kalmar län och kyrkby i Örsjö socken.
Örsjö är den fjärde största tätorten i Nybro kommun sett till folkmängd. På orten finns F-6-skola med fritidshem och en pendeltågsstation som ingår i Krösatågstrafiken som trafikerar sträckan Kalmar-Emmaboda-Karlskrona. Örsjö är också känt för lampföretaget Örsjö belysning.

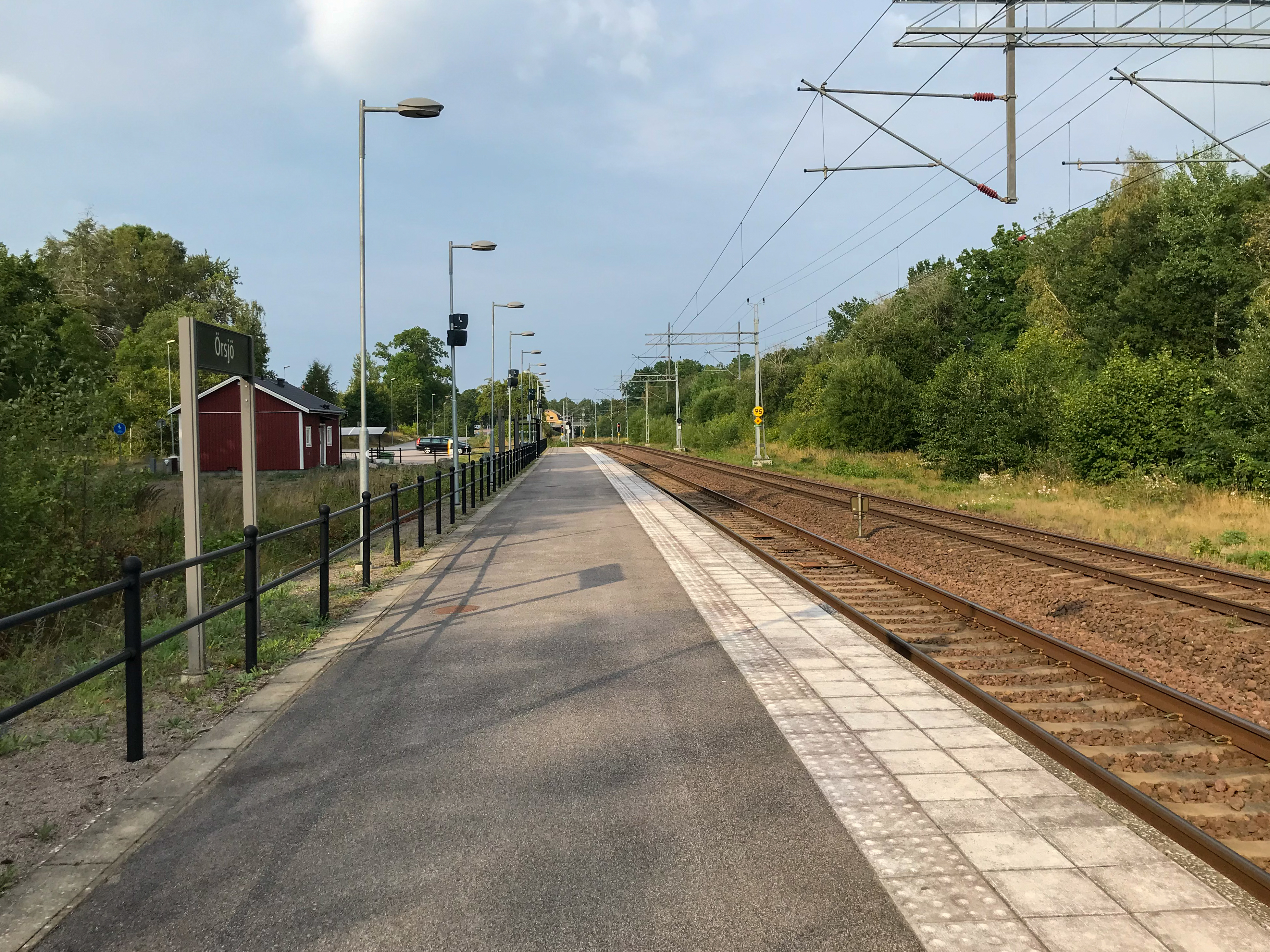
Örsjö station

## Ortsnamnet
Ortnamnet Örsjö torde komma från de grusbankar (=ör) som finns vid den närliggande sjön, Örsjösjön.

## Örsjö IF
Idrottsföreningen på orten, Örsjö IF, bildades den 25 juli 1926. 

## Befolkningsutveckling
| Befolkningsutvecklingen i Örsjö 1960–2020 | Befolkningsutvecklingen i Örsjö 1960–2020 | Befolkningsutvecklingen i Örsjö 1960–2020 | Befolkningsutvecklingen i Örsjö 1960–2020 | Befolkningsutvecklingen i Örsjö 1960–2020 |
| ----------------------------------------- | ----------------------------------------- | ----------------------------------------- | ----------------------------------------- | ----------------------------------------- |
|                                           |                                           |                                           |                                           |                                           |
| År                                        |                                           |                                           | Folkmängd                                 | Areal (ha)                                |
| 1960                                      | 1960                                      |                                           | 348                                       |                                           |
| 1965                                      | 1965                                      |                                           | 370                                       |                                           |
| 1970                                      | 1970                                      |                                           | 335                                       |                                           |
| 1975                                      | 1975                                      |                                           | 395                                       |                                           |
| 1980                                      | 1980                                      |                                           | 415                                       |                                           |
| 1990                                      | 1990                                      |                                           | 407                                       | 73                                        |
| 1995                                      | 1995                                      |                                           | 405                                       | 73                                        |
| 2000                                      | 2000                                      |                                           | 394                                       | 73                                        |
| 2005                                      | 2005                                      |                                           | 373                                       | 73                                        |
| 2010                                      | 2010                                      |                                           | 369                                       | 73                                        |
| 2015                                      | 2015                                      |                                           | 362                                       | 82                                        |
| 2020                                      | 2020                                      |                                           | 363                                       | 81                                        |
|                                           |                                           |                                           |                                           |                                           |